# U-61 (1938)
U-61 – niemiecki okręt podwodny (U-Boot) typu II C z okresu II wojny światowej. Okręt wszedł do służby w 1939 roku. Pierwszy dowódca: Oblt. Jürgen Oesten.

## Historia
Przydzielony do 5. Flotylli U-Bootów celem szkolenia, a później jako jednostka bojowa. 1 stycznia 1940 włączony w skład 1. Flotylli jako jednostka bojowa. Od listopada 1940 w 21. Flotylli Szkolnej.
Podczas 11 patroli bojowych (październik 1939 – październik 1940) zatopił 5 statków o łącznej pojemności 19.668 BRT i uszkodził jeden (4.434 BRT).
Później wykorzystywany jako jednostka szkolna. Samozatopiony przez załogę 2 maja 1945 w Wilhelmshaven (operacja Regenbogen).